# Fono (Samoa américaines)
Pour les articles homonymes, voir Fono (homonymie).
Le Fono est le parlement territorial investi du pouvoir législatif des Samoa américaines, un territoire non incorporé des États-Unis. Comme le parlement de tous les États des États-Unis d'Amérique (à l'exception de celui du Nebraska), ce parlement est bicaméral, comprenant une Chambre des représentants (chambre basse) et un Sénat (chambre haute). La Chambre des représentants est composée de 21 membres (20 élus et un délégué désigné par réunion publique pour l'île Swains) ; la chambre haute a 18 membres d'un mandat de 4 ans. Les sénateurs sont élus par les conseils de comtés et parmi les chefs coutumiers des îles. Les deux chambres siègent à Fagatogo, capitale constitutionnelle des Samoa.